# Luka Knez
Luka Knez (Čakovec, 9. siječnja 1999.) hrvatski je kazališni, filmski i televizijski glumac.

## Životopis
Odrastao je u Zadru, gdje je započeo svoje prve glumačke korake kroz niz amaterskih predstava u dramskoj radionici Drama Plus. Uz redovnu školu pohađao je i glumačku te glazbenu. Nakon završetka srednje škole upisuje studij glume na Akademiji dramske umjetnosti u Zagrebu, gdje magistrira glumu te od 2024. godine postaje stalni član ansambla Zagrebačkog kazališta mladih.
Glumi u nizu kazališnih predstava matičnog kazališta među kojima su najuspješnije predstave Euforija (r. Ksenija Zec), Samo kraj svijeta (r. Matija Ferlin) i Sin, majka i otac sjede za stolom i dugo šute (r. Aleksandar Švabić). Osim u matičnom kazalištu, glumio je i na drugim značajnijim pozornicama u Zagrebu.

## Nagrade
- Nagrada hrvatskog glumišta za izuzetno ostvarenje mladih umjetnika – uloga: Šime, Beštije (r. Kristina Grubiša), Teatar &TD[2][3]
- Nagrada »Ivo Fici« za najbolje glumačko ostvarenje glumca do 28 godina – uloga: Jakov, Mala zabava (r. Vanja Jovanović), 30. Festival glumca, Vinkovci[2][1]
- 2024. – Grb gradonačelnika Zadra za doprinos gradskoj zajednici[4]

## Vanjske poveznice
- Luka Knez u internetskoj bazi filmova IMDb-u (engl.)